# Campionato mondiale maschile di pallavolo 1960
Il campionato mondiale di pallavolo maschile 1960 si è svolto dal 28 ottobre all'11 novembre 1960 a Rio de Janeiro, in Brasile: al torneo hanno partecipato quattordici squadre nazionali e la vittoria finale è andata per la terza volta all'URSS.

## Prima Fase
Le prime due squadre di ciascun gruppo vengono inserite in un girone finale da 10 squadre per determinare le posizioni dalla prima alla decima. Le nazionali di Stati Uniti e Francia, uniche due squadre inserite nel gruppo E, sono ammesse entrambe nel girone finale a 10 squadre.
Le ultime di ciascun gruppo vengono inserite in un girone finale a 4 squadre per stabilire le posizioni dall'undicesima alla quattordicesima.

### Gruppo A
| Brasile   | 3 - 0 | Venezuela |
| Venezuela | 3 - 1 | Uruguay   |
| Brasile   | 3 - 0 | Uruguay   |

| Pos | Squadra   | P | Set V | Set P |
| --- | --------- | - | ----- | ----- |
| 1   | Brasile   | 4 | 6     | 0     |
| 2   | Venezuela | 2 | 3     | 4     |
| 3   | Uruguay   | 0 | 1     | 6     |

### Gruppo B
| Unione Sovietica | 3 - 0 | Giappone |
| Giappone         | 3 - 0 | Paraguay |
| Unione Sovietica | 3 - 0 | Paraguay |

| Pos | Squadra          | P | Set V | Set P |
| --- | ---------------- | - | ----- | ----- |
| 1   | Unione Sovietica | 4 | 6     | 3     |
| 2   | Giappone         | 2 | 3     | 3     |
| 3   | Paraguay         | 0 | 0     | 6     |

### Gruppo C
| Cecoslovacchia | 3 - 0 | Argentina |
| Ungheria       | 3 - 0 | Argentina |
| Cecoslovacchia | 3 - 1 | Ungheria  |

| Pos | Squadra        | P | Set V | Set P |
| --- | -------------- | - | ----- | ----- |
| 1   | Cecoslovacchia | 4 | 6     | 1     |
| 2   | Ungheria       | 2 | 4     | 3     |
| 3   | Argentina      | 0 | 0     | 6     |

### Gruppo D
| Romania | 3 - 0 | Perù    |
| Polonia | 3 - 0 | Perù    |
| Romania | 3 - 1 | Polonia |

| Pos | Squadra | P | Set V | Set P |
| --- | ------- | - | ----- | ----- |
| 1   | Romania | 4 | 6     | 1     |
| 2   | Polonia | 2 | 4     | 3     |
| 3   | Perù    | 0 | 0     | 6     |

### Gruppo E
| Stati Uniti | 3 - 2 | Francia |

| Pos | Squadra     | P | Set V | Set P |
| --- | ----------- | - | ----- | ----- |
| 1   | Stati Uniti | 2 | 3     | 2     |
| 2   | Francia     | 0 | 2     | 3     |

## Seconda Fase

### 11º-14º posto
| Argentina | 3 - ? | Paraguay |
| Argentina | 3 - ? | Uruguay  |
| Argentina | 3 - ? | Perù     |
| Paraguay  | 3 - ? | Uruguay  |
| Paraguay  | 3 - ? | Perù     |
| Uruguay   | 3 - ? | Perù     |

| Pos | Squadra   | P | Set V | Set P |
| --- | --------- | - | ----- | ----- |
| 11  | Argentina | 6 |       |       |
| 12  | Paraguay  | 4 |       |       |
| 13  | Uruguay   | 2 |       |       |
| 14  | Perù      | 0 |       |       |

### 1º-10º posto
| Unione Sovietica | 3 - 0 | Stati Uniti    |
| Brasile          | 3 - 0 | Francia        |
| Romania          | 3 - 0 | Giappone       |
| Ungheria         | 3 - 0 | Venezuela      |
| Unione Sovietica | 3 - 0 | Venezuela      |
| Romania          | 3 - 1 | Brasile        |
| Cecoslovacchia   | 3 - 0 | Giappone       |
| Polonia          | 3 - 1 | Ungheria       |
| Polonia          | 3 - 1 | Giappone       |
| Cecoslovacchia   | 3 - 0 | Brasile        |
| Romania          | 3 - 1 | Stati Uniti    |
| Francia          | 3 - 0 | Venezuela      |
| Unione Sovietica | 3 - 1 | Ungheria       |
| Unione Sovietica | 3 - 1 | Polonia        |
| Ungheria         | 3 - 0 | Francia        |
| Romania          | 3 - 0 | Venezuela      |
| Cecoslovacchia   | 3 - 0 | Stati Uniti    |
| Brasile          | 3 - 0 | Giappone       |
| Stati Uniti      | 3 - 1 | Giappone       |
| Unione Sovietica | 3 - 1 | Francia        |
| Polonia          | 3 - 2 | Brasile        |
| Romania          | 3 - 1 | Ungheria       |
| Cecoslovacchia   | 3 - 0 | Venezuela      |
| Unione Sovietica | 3 - 1 | Romania        |
| Giappone         | 3 - 0 | Venezuela      |
| Polonia          | 3 - 0 | Francia        |
| Stati Uniti      | 3 - 2 | Brasile        |
| Romania          | 3 - 0 | Francia        |
| Ungheria         | 3 - 0 | Giappone       |
| Polonia          | 3 - 1 | Stati Uniti    |
| Unione Sovietica | 3 - 0 | Cecoslovacchia |
| Polonia          | 3 - 0 | Venezuela      |
| Ungheria         | 3 - 2 | Stati Uniti    |
| Giappone         | 3 - 0 | Francia        |
| Unione Sovietica | 3 - 1 | Brasile        |
| Cecoslovacchia   | 3 - 2 | Romania        |
| Stati Uniti      | 3 - 0 | Venezuela      |
| Cecoslovacchia   | 3 - 0 | Francia        |
| Brasile          | 3 - 2 | Ungheria       |
| Cecoslovacchia   | 3 - 1 | Polonia        |

| Pos | Squadra          | P  | Set V | Set P |
| --- | ---------------- | -- | ----- | ----- |
| 1   | Unione Sovietica | 18 | 27    | 4     |
| 2   | Cecoslovacchia   | 16 | 24    | 7     |
| 3   | Romania          | 14 | 24    | 9     |
| 4   | Polonia          | 12 | 21    | 12    |
| 5   | Brasile          | 8  | 18    | 17    |
| 6   | Ungheria         | 8  | 18    | 17    |
| 7   | Stati Uniti      | 8  | 16    | 20    |
| 8   | Giappone         | 4  | 8     | 21    |
| 9   | Francia          | 2  | 6     | 24    |
| 10  | Venezuela        | 0  | 0     | 28    |

## Classifica finale
| Posiz | Nazione        |
| ----- | -------------- |
|       | URSS           |
|       | Cecoslovacchia |
|       | Romania        |
| 4     | Polonia        |
| 5     | Brasile        |
| 6     | Ungheria       |
| 7     | Stati Uniti    |
| 8     | Giappone       |
| 9     | Francia        |
| 10    | Venezuela      |
| 11    | Argentina      |
| 12    | Paraguay       |
| 13    | Uruguay        |
| 14    | Perù           |

| Campione Mondiale 1960     |
| -------------------------- |
| Unione Sovietica 3º titolo |